# フランス語圏競技大会
フランス語圏競技大会（フランスごけんきょうぎたいかい、仏：Jeux de la Francophonie）は、フランコフォニー国際機関の加盟国・地域が参加する総合競技大会。第1回は1989年にモロッコで開催された。

## 開催地一覧
| 回 | 期間   | 期間              | 開催国           | 開催都市       |
| 回 | 年     | 月日              | 開催国           | 開催都市       |
| -- | ------ | ----------------- | ---------------- | -------------- |
| 1  | 1989年 | 7月8日～7月22日   | モロッコ         | カサブランカ   |
| 2  | 1994年 | 7月5日～7月13日   | フランス         | パリ           |
| 3  | 1997年 | 8月27日～9月6日   | マダガスカル     | アンタナナリボ |
| 4  | 2001年 | 7月14日～7月24日  | カナダ           | オタワ=ハル    |
| 5  | 2005年 | 12月7日～12月17日 | ニジェール       | ニアメ         |
| 6  | 2009年 | 9月27日～10月6日  | レバノン         | ベイルート     |
| 7  | 2013年 | 9月6日～9月15日   | フランス         | ニース         |
| 8  | 2017年 | 7月21日～7月30日  | コートジボワール | アビジャン     |
| 9  | 2022年 | 8月19日～8月28日  | コンゴ民主共和国 | キンシャサ     |

## 競技内容
1989年開催時には、陸上競技、バスケットボール、サッカー、柔道のスポーツ4種目で競技が行われた。

### スポーツ種目
- 陸上競技
- バスケットボール
- サッカー
- 柔道
- ハンドボール
- 卓球
- レスリング
- ボクシング
- テニス
- ビーチバレー
- 障害者スポーツ

### 文化種目
- 歌謡
- 童話
- 民族舞踊
- 詩
- 絵画
- 写真
- 彫刻